# Stelis abdita
Stelis abdita är en orkidéart som beskrevs av Carlyle August Luer. Stelis abdita ingår i släktet Stelis och familjen orkidéer. Inga underarter finns listade i Catalogue of Life.